# Alfa Romeo Giulia (2016)
 For alternative betydninger, se Alfa Romeo Giulia. (Se også artikler, som begynder med Alfa Romeo Giulia)
Alfa Romeo Giulia (type 952) er en stor mellemklassebil fra Alfa Romeo.
Modellen har været i serieproduktion siden 2016 og findes udelukkende som sedan (hos Alfa Romeo kaldet Berlina). Der er ikke planer om at lancere en variant som stationcar (hos Alfa Romeo kaldet Sportwagon). Den praktiske version i programmet er en SUV/Crossover kaldet Stelvio, der findes med samme mekanik.

## Historie

### Udvikling
Den italienske designer Lorenzo Ramaciotti fra Modena, der allerede som designchef for Pininfarina har designet Ferraris modeller 456 GT, 550 Maranello og Enzo, har designet karrosseriet på Giulia.

### Markedsføring
Den tyske ingeniør og CEO for Alfa Romeo Harald J. Wester offentliggjorde i maj 2014 en konceptplan for Alfa Romeo, hvori indgik en planlagt modeloffensiv for årene 2015 og 2016. CEO'en for Fiat Chrysler Automobiles Sergio Marchionne gjorde i september 2014 bekendt, at Tipo 952 skulle præsenteres på Alfa Romeos 105-års fødselsdag den 24. juni 2015. Sammen med Harald J. Wester præsenterede han Giulia på det efter længere tids renovering genåbnede Alfa Romeo-museum i Arese.
På Frankfurt Motor Show i september 2015 præsenterede Alfa Romeo for første gang den nye Giulia for offentligheden.Giulia Quadrifoglio har siden lanceringen haft rekorden som hurtigste sedan på Nürburgrings Nordschleife, som er 20.832km lang og består af 73 sving. Omgangstiden var 7:39 for den nu udgåede version med manuelt gear og blev senere forbedret til 7:32 af Giulia Q med 8-trins automatik.

### Produktion
Bilen fremstilles på FCA's fabrik i Cassino. Produktionen startede i april 2016 og den første Giulia blev indregistreret i Danmark i juli 2016.
Giulia opnåede de maksimale 5 stjerner i NCAP i 2016 med bl.a. hele 98% beskyttelse af chaufføren.

## Udstyrsvarianter
Udstyrsvarianterne omfatter i 2019 basismodellen Giulia Super og udstyrsmodellen Giulia Edizione med (med benzin- og dieselmotorer fra 190-200hk), Giulia Veloce (italiensk for hurtig) samt Veloce Ti  (Turismo Internazionale som betyder kontinentkrydser) som i Danmark kun findes med 280hk benzinmotor og firehjulstræk - hos Alfa Romeo kaldet Q4), samt topmodellen Quadrifoglio (som betyder firkløver - emblemet med den grønne firkløver på hvid baggrund har fulgt Alfa Romeo i motorsport siden 1923) med 510hk benzinmotor og baghjulstræk.
Standardudstyret i Giulia Super  omfatter blandt meget andet LED-lys for og bag, vognbaneassistent, kollisionsadvarsel med nødbremse samt Alfa DNA-vælger med 3 køreprogrammer: Dynamic, Natural og Advanced Efficiency.
Giulia Edizione har desuden adaptiv fartpilot og diverse ekstra komfortudstyr.
Giulia Veloce har derudover blandt andet firehjulstræk samt diverse designdetaljer.
Giulia Veloce Ti udmærker sig ved yder detaljer udførst i kulfiber for at understrege det sportslige image.
Topmodellen Quadrifoglio med 2,9-liters bi-turbo benzinmotor (indtil videre udelukkende) med baghjulstræk har et elektronisk styret spærredifferentiale (Alfa Active Torque Vectoring), en aktiv frontspoiler (Alfa Active Aero Spliter), køredynamikregulering Alfa DNA Pro med en ekstra modus Race hvor stabilitetskontrollen kobles fra, aktive hjulophæng (Alfa Active Suspension), et integreret bremsesystem (IBS fra Continental AG) med højeffektbremser fra Brembo, kofangere i særligt Quadrifoglio-design samt kardanaksel (Hitachi Automotive Systems), kølerhjelm, tag og spoiler i kulfiberforstærket plast.

## Teknik
Motorprogrammet omfatter på langs af køreretningen monterede turbobenzinmotorer på 2,0 og 2,9 liter med 147kW (200hk), 206kW (280hk) og 375kW (510hk) effekt. Dieselversionen yder 154kW (190hk). 
Siden Alfa Romeo 75 udgik af produktion i 1992 er den nye Giulia Alfa Romeos første mellemklassebil med mulighed for baghjulstræk. Alfa Romeo benytter samme teknologi til 4-hjulstræk som Maserati (kaldet Q4), som under normale omstændigheder fungerer som rent baghjulstræk, men efter behov kan sende op til 50% af effekten til forhjulene.
I de første årgange var der en 6-trins manuel gearkasse på programmet, men alle modeller leveres nu udelukkende med 8-trins automatik fra tyske ZF Friedrichshafen, hhv model ZF 8HP50 (500Nm) til 4-cylindrede motorer og ZF 8HP75 (750Nm) til Quadrifoglio.

### Benzinmotorer
|                                                | 2.0 Turbo MultiAir        | 2.0 Turbo MultiAir        | 2.9 V6 QV              | 2.9 V6 QV              |
| Byggeperiode                                   | 7/2016−                   | 10/2016−                  | 5/2016−                | 5/2016−                |
| Motordata                                      |                           |                           |                        |                        |
| Motortype                                      | R4-benzinmotor            | R4-benzinmotor            | V6-benzinmotor         | V6-benzinmotor         |
| Antal ventiler pr. cylinder                    | 4                         | 4                         | 4                      | 4                      |
| Ventilstyring                                  | DOHC, kæde                | DOHC, kæde                | 2 × DOHC, kæde         | 2 × DOHC, kæde         |
| Fødesystem                                     | Direkte indsprøjtning     | Direkte indsprøjtning     | Direkte indsprøjtning  | Direkte indsprøjtning  |
| Trykladning                                    | Turbolader, ladeluftkøler | Turbolader, ladeluftkøler | Biturbo, ladeluftkøler | Biturbo, ladeluftkøler |
| Køling                                         | Vandkøling                | Vandkøling                | Vandkøling             | Vandkøling             |
| Boring × slaglængde                            | 84,0 × 90,0 mm            | 84,0 × 90,0 mm            | 86,5 × 82,0 mm         | 86,5 × 82,0 mm         |
| Slagvolume                                     | 1995 cm³                  | 1995 cm³                  | 2891 cm³               | 2891 cm³               |
| Kompressionsforhold                            | 10,0:1                    | 10,0:1                    | 9,3:1                  | 9,3:1                  |
| Maks. effekt ved omdr./min.                    | 147 kW (200 hk) 5000      | 206 kW (280 hk) 5250      | 375 kW (510 hk) 6500   | 375 kW (510 hk) 6500   |
| Maks. drejningsmoment ved omdr./min.           | 330 Nm 1750               | 400 Nm 2250               | 600 Nm 2500            | 600 Nm 2500            |
| Kraftoverførsel                                |                           |                           |                        |                        |
| Drivende hjul                                  | Baghjul                   | Alle                      | Baghjul                | Baghjul                |
| Gearkasse                                      | 8-trins automatisk        | 8-trins automatisk        |                        | 8-trins automatisk     |
| Præstationer                                   |                           |                           |                        |                        |
| Topfart                                        | 230 km/t                  | 240 km/t                  | 307 km/t               | 307 km/t               |
| Acceleration 0-100 km/t                        | 6,6 sek.                  | 5,2 sek.                  | 3,9 sek.               | 3,9 sek.               |
| Brændstofforbrug pr. 100 km ved blandet kørsel | 5,9 liter Blyfri 95       | 6,4 liter Blyfri 95       | 8,5 liter Blyfri 95    | 8,2 liter Blyfri 95    |
| CO2-udslip ved blandet kørsel                  | 138 g/km                  | 148 g/km                  | 198 g/km               | 189 g/km               |

### Dieselmotorer
|                                                | 2.2 Multijet              | 2.2 Multijet              | 2.2 Multijet AT 8         | 2.2 Multijet              | 2.2 Multijet AT 8         | 2.2 Multijet AT 8 Q4      |
| Byggeperiode                                   | 5/2016−                   | 5/2016−                   | 5/2016−                   | 5/2016−                   | 5/2016−                   | 10/2016−                  |
| Motordata                                      |                           |                           |                           |                           |                           |                           |
| Motortype                                      | R4-dieselmotor            | R4-dieselmotor            | R4-dieselmotor            | R4-dieselmotor            | R4-dieselmotor            | R4-dieselmotor            |
| Antal ventiler pr. cylinder                    | 4                         | 4                         | 4                         | 4                         | 4                         | 4                         |
| Ventilstyring                                  | DOHC, tandrem             | DOHC, tandrem             | DOHC, tandrem             | DOHC, tandrem             | DOHC, tandrem             | DOHC, tandrem             |
| Fødesystem                                     | Commonrail                | Commonrail                | Commonrail                | Commonrail                | Commonrail                | Commonrail                |
| Trykladning                                    | Turbolader, ladeluftkøler | Turbolader, ladeluftkøler | Turbolader, ladeluftkøler | Turbolader, ladeluftkøler | Turbolader, ladeluftkøler | Turbolader, ladeluftkøler |
| Køling                                         | Vandkøling                | Vandkøling                | Vandkøling                | Vandkøling                | Vandkøling                | Vandkøling                |
| Boring × slaglængde                            | 83,0 × 99,0 mm            | 83,0 × 99,0 mm            | 83,0 × 99,0 mm            | 83,0 × 99,0 mm            | 83,0 × 99,0 mm            | 83,0 × 99,0 mm            |
| Slagvolume                                     | 2143 cm³                  | 2143 cm³                  | 2143 cm³                  | 2143 cm³                  | 2143 cm³                  | 2143 cm³                  |
| Kompressionsforhold                            | 15,5:1                    | 15,5:1                    | 15,5:1                    | 15,5:1                    | 15,5:1                    | 15,5:1                    |
| Maks. effekt ved omdr./min.                    | 100 kW (136 hk) 4000      | 110 kW (150 hk) 4000      | 110 kW (150 hk) 4000      | 132 kW (180 hk) 3750      | 132 kW (180 hk) 3750      | 154 kW (210 hk) 3750      |
| Maks. drejningsmoment ved omdr./min.           | 380 Nm 1500               | 400 Nm 1500               | 400 Nm 1750               | 450 Nm 1750               | 450 Nm 1750               | 470 Nm 1750               |
| Kraftoverførsel                                |                           |                           |                           |                           |                           |                           |
| Drivende hjul                                  | Baghjul                   | Baghjul                   | Baghjul                   | Baghjul                   | Baghjul                   | Alle                      |
| Gearkasse                                      |                           |                           | 8-trins automatisk        |                           | 8-trins automatisk        | 8-trins automatisk        |
| Præstationer                                   |                           |                           |                           |                           |                           |                           |
| Topfart                                        | 210 km/t                  | 220 km/t                  | 220 km/t                  | 230 km/t                  | 230 km/t                  | 235 km/t                  |
| Acceleration 0-100 km/t                        | 9,2 sek.                  | 8,0 sek.                  | 8,2 sek.                  | 7,2 sek.                  | 6,8 sek.                  | 6,8 sek.                  |
| Brændstofforbrug pr. 100 km ved blandet kørsel | 4,0 liter Diesel          | 4,2 liter Diesel          | 4,2 liter Diesel          | 4,0 liter Diesel          | 4,0 liter Diesel          | 4,7 liter Diesel          |
| CO2-udslip ved blandet kørsel                  | 105 g/km                  | 109 g/km                  | 109 g/km                  | 105 g/km                  | 105 g/km                  | 122 g/km                  |